# Fulgurito

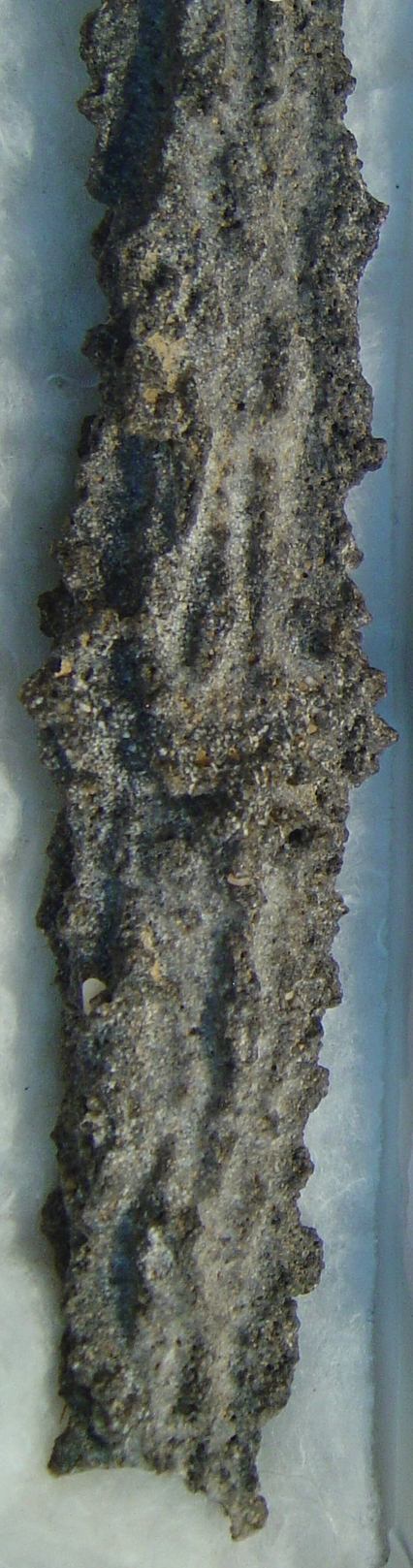
Exemplo de um fulgurito

Fulgurito (do latim fulgur, "raio") é uma modificação de areias quartzosas, ou rochas quando submetidas a descargas elétricas de origem atmosférica. São corpos vitrificados, devido à fusão da sílica, de forma oblonga, cilíndrica ou tubular e geralmente ocos.
Podem medir de centímetros até metros de comprimento e possuem a exata forma do raio ao atingir o solo e por ele se espalhar, razão pela qual podem apresentar também ramificações laterais. São estruturas frágeis e devem ser escavados de forma cuidadosa para não se partirem e permitirem ser estudados. Normalmente são encontrados em região de dunas. Após formado, o fulgurito fica totalmente enterrado na areia, mas devido a movimentação natural das mesmas os frágeis tubos de vidro ficam expostos, o que facilita serem visualizados e desenterrados. Notará que por dentro terá aparência vítrea, mas por fora os grãos de areia semi-fundidos dão-lhe uma aparência áspera. Possui as mais variadas tonalidades, dependendo da coloração da própria areia.